# Neodarwinizm

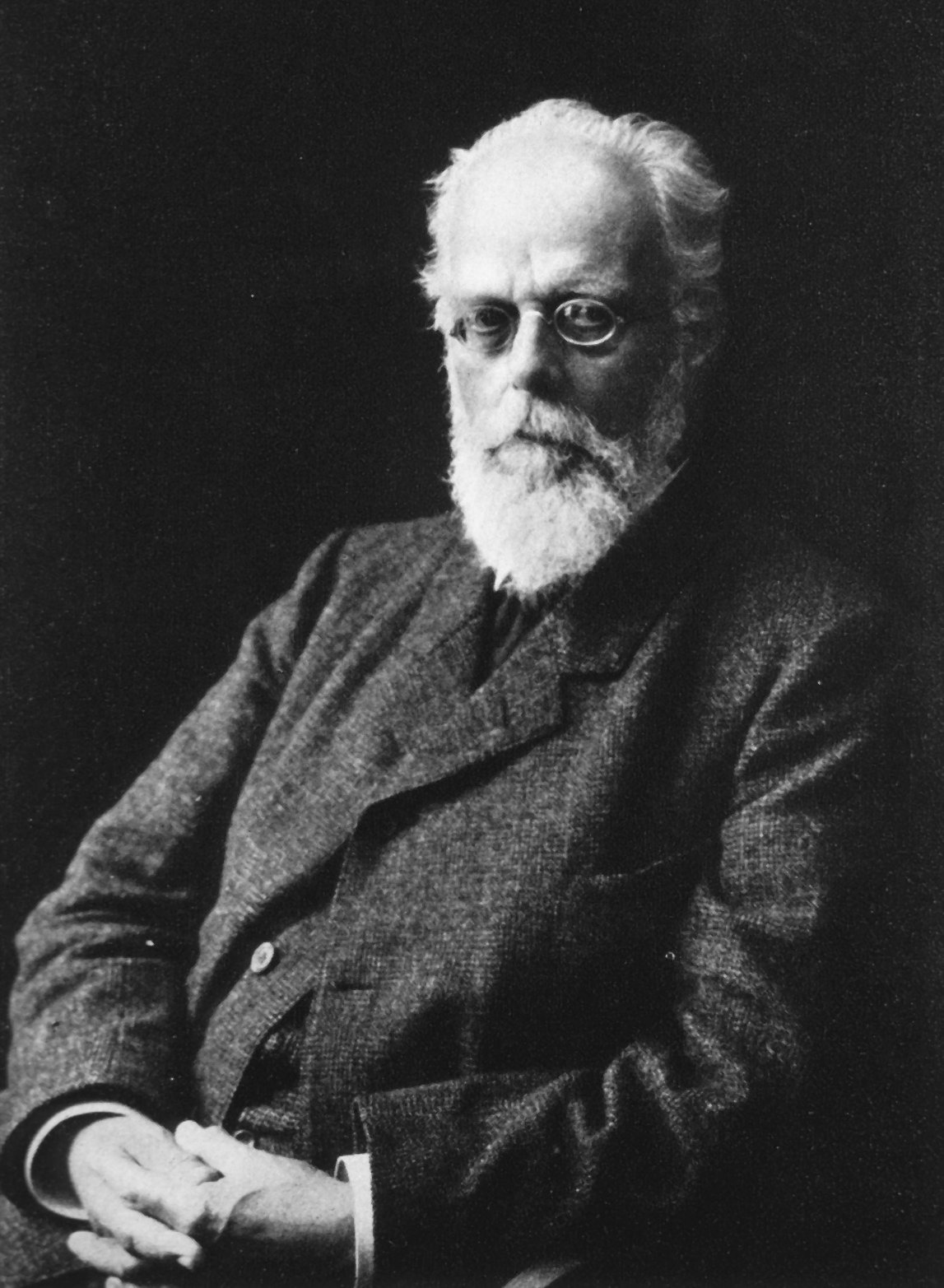
August Weismann – główny przedstawiciel neodarwinizmu

Neodarwinizm – kierunek ewolucjonizmu powstały pod koniec XIX wieku, który zakłada, że jedynym mechanizmem ewolucji organizmów jest dobór naturalny, zaś cechy nabyte w trakcie ontogenezy, czyli rozwoju osobniczego, nie są dziedziczone. 

## Pojęcie
Głównym reprezentantem tego kierunku był niemiecki biolog i genetyk August Weismann.
Pojęcie neodarwinizm wprowadził angielski biolog George Romanes. Miało to miejsce po 1896 roku i odnosiło się do poglądów na ewolucję Augusta Weismanna. Obecnie pojęcie to często jest używane na oznaczenie teorii ewolucji Charlesa Darwina zaktualizowanej o współczesną wiedzę z dziedziny genetyki (zwłaszcza genetyki populacyjnej) i innych nauk biologicznych.
Kierunkiem ewolucjonizmu przeciwnym do neodarwinizmu jest mutacjonizm, który przyjmuje, że głównym, a nawet jedynym mechanizmem ewolucji organizmów są mutacje, czyli skokowe pojawianie się nowych cech dziedzicznych.